# کوشلوسکا وانکا
کوشلوسکا وانکا (به لهستانی:  Koszelewska Łąka) یک روستا در لهستان است که در گمینا زاگوروو واقع شده‌است.